# Dokšycy
Dokšycy (bělorusky Докшыцы, rusky Докшицы – Dokšicy) jsou město ve Vitebské oblasti v Bělorusku. K roku 2018 v nich žilo bezmála sedm tisíc obyvatel a byly správním střediskem Dokšyckého rajónu.

## Poloha a doprava
Dokšycy leží na řece Berezině v povodí Dněpru. Od Vitebska, správního střediska oblasti, jsou vzdáleny přibližně 200 kilometrů na západ, od Minsku, hlavního města státu, přibližně 110 kilometrů severně.
Nejbližší železniční stanice je Parafjanava přibližně 12 kilometrů daleko na trati z Maladzečny do Polacku.
Od severozápadu vede do Dokšyc silnice R3 vedoucí od bělorusko-lotyšské hranice přes Braslaŭ, Šarkouščynu a Hlybokaje, která dále pokračuje na jihovýchod přes Bjahomel a Zembin do Lahojska.

## Dějiny
První zmínka je z roku 1407. Od roku 1621 jsou Dokšycy městem.